# Arturo Peimbert Calvo
Arturo de Jesús Peimbert Calvo (Oaxaca de Juárez, Oaxaca, 18 de junio de 1976), conocido como Arturo Peimbert, es un abogado mexicano, defensor de los derechos humanos, quien se desempeñó como el primer Defensor de Derechos Humanos del Pueblo de Oaxaca, de 2012 a 2019.

## Formación
Es Licenciado en Derecho por la Universidad Autónoma Benito Juárez de Oaxaca.

## Trayectoria profesional
- Titular de la Defensoría de los Derechos Humanos del Pueblo de Oaxaca y Presidente del Consejo Ciudadano del mismo organismo (mayo de 2012-mayo de 2019).
- Fue miembro de la Federación Iberoamericana del Ombudsman (FIO)
- Fue miembro de la Federación Mexicana de Organismos Públicos de Derechos Humanos (FMOPDH).
- Miembro del Consejo del Sistema Local de Protección Integral de los Derechos de Niños, Niñas y Adolescentes en Oaxaca (SIPINNA).
- Se desempeñó como miembro del Comité Interinstitucional del Estado de Oaxaca para la Atención y Defensa de los Derechos Humanos de las Personas Migrantes y sus Familias.
- Miembro del Consejo Estatal de Seguridad Pública.
- Miembro del Consejo Estatal para Prevención y Control del SIDA.
- Miembro del Consejo Estatal para los Derechos de las Personas con Discapacidad.
- Miembro del Consejo Estatal para Prevenir, Atender, Sancionar y Erradicar la Violencia de Género contra las Mujeres.
- Miembro del Consejo Estatal de Protección Civil.
- Fiscal General del estado de Oaxaca.

## Defensor de los Derechos Humanos del Pueblo de Oaxaca
Entre sus acciones como Defensor del Pueblo de Oaxaca se encuentra el acompañamiento a desplazados y desplazadas de San Juan Copala, San Juan Cotzocón (municipio) y Santiago Amoltepec, en el estado de Oaxaca. 
En estos acompañamientos, mediante el diálogo con las comunidades en conflicto y algunas autoridades estatales, se buscó el retorno de las familias desplazadas a sus comunidades de origen, con la finalidad de evitar la pérdida de la identidad cultural y formas de organización. 
También hizo un acompañamiento a profesores, padres de familia y alumnos de la sección 59 y buscó la colaboración con Organizaciones civiles, Ayuntamientos, y Dependencias estatales y Federales, a fin de contribuir de manera conjunta en la búsqueda del respeto, promoción y divulgación de los Derechos Humanos. 

### Nochixtlán
Como defensor del pueblo de Oaxaca, acompañó y dio seguimiento activo a víctimas del Enfrentamiento en Nochixtlán, Oaxaca, el 19 de junio de 2016, realizando las siguientes gestiones:
- Mediador ante Instituciones Federales, tales como Secretaría de Salud, CEAV, SEGOB.
- Acudió a la Comisión Interamericana de Derechos Humanos, a solicitar medidas cautelares para las víctimas y sus familias, de los hechos ocurridos en Asunción Nochixtlán, Oaxaca, el 19 de junio de 2016.[2] La CIDH condenó enérgicamente los graves hechos de violencia que resultaron en personas muertas y heridas, e hizo un llamado al Estado a promover un proceso de diálogo en el marco de la reforma educativa en México.[3]
- Visibilizó las necesidades y estado de marginación en que se encontraban las víctimas indirectas de los hechos acontecidos.[4]

### Proceso electoral 2018
Durante Elecciones federales de México de 2018, firmó una agenda básica en derechos humanos con las y los candidatos a diputados federales y Senadores de los diferentes partidos políticos, en la cual se abordaba el compromiso de que, en caso de ser electos, como representantes populares velarían por el respeto y reconocimiento de los derechos humanos de las personas.
Asimismo se realizó la firma de un convenio con el INE-Oaxaca; en el marco de dicho convenio se capacitó al personal de la Defensoría de los Derechos Humanos del Pueblo de Oaxaca para fungir como observadores electorales y se realizó una jornada exhaustiva de observación y vigilancia el día de la votación en todo el Estado.

### Defensoría internacional
Celebró convenios de colaboración con organismos internacionales como la Comisión Interamericana de Derechos Humanos, cuyo principal objetivo fue fortalecer las capacidades del personal de la Defensoría en materia de defensa y promoción de derechos humanos. Asimismo, presentó informes especiales sobre la situación de las y los Defensores de Derechos Humanos ONU-DH. 
Desarrolló el programa Laboratorio de Cohesión Social II en forma conjunta con la Unión Europea y la Agencia Mexicana de Cooperación Internacional para el Desarrollo de la Secretaría de Relaciones Exteriores (México) en diez poblaciones de la región del Istmo de Tehuantepec. Como parte de este proyecto se realizaron trabajos de capacitación a policías municipales y personal del sector salud, además de promover los derechos humanos en dos variantes del zapoteco que se hablan en la región. 
En mayo de 2019 presentó ante la Corte Penal Internacional de La Haya, con sede en Holanda, y basándome en el Estatuto de Roma, la queja por crímenes de lesa humanidad cometidos por el Estado Mexicano en contra del pueblo de Oaxaca durante los hechos de 2006.

### Mediación
Participó de manera activa como mediador durante el motín de mujeres internas en el Reclusorio Estatal de Tanivet, quienes se inconformaron por las deplorables condiciones en las que se encontraban, confrontándose por esto con el titular de la Secretaría de Seguridad Pública de Oaxaca.
En este proceso de defensa y protección de derechos humanos certificó las graves violaciones a la integridad, a la seguridad jurídica y a la dignidad que enfrentaban seis mujeres que se habían manifestado por malos tratos, lo cual derivó en una recomendación de la Defensoría.
Asimismo, intervino como mediador durante el paro de brazos caídos que hicieron policías Estatales, quien reclamaban un hartazgo por las condiciones laborales, la falta de seguridad y garantías para ellos y sus familias, así como por las prestaciones y sueldos míseros recibidos. Después de 17 días, los policías levantaron el paro.

### Defensorías especializadas
Durante su gestión en la Defensoría de los Derechos Humanos del Pueblo de Oaxaca se abrió una oficina especializada en protección a defensores de derechos humanos y periodistas, como estrategia para fortalecer los mecanismos de la institución en materia de protección de los derechos humanos en la entidad.
En diciembre de 2018 dio acompañamiento y buscó mecanismos de protección para siete periodistas amenazados en la entidad; especialmente se buscó que estas y estos comunicadores pudieran entrar al mecanismo federal de protección de defensores de derechos humanos y periodistas.

### Consultas y alerta de género
Acompañó el proceso de consulta de 16 comunidades del Valle de Ocotlán y Zimatlán sobre un decreto de veda emitido en 1967, el cual limita el uso del agua en las comunidades, lo que les afecta gravemente, ya que su principal actividad es agrícola.
En el año 2017 solicitó la emisión de la Alerta por Violencia de Género, esto debido al alto índice de violencia y feminicidios registrados en Oaxaca; en agosto de 2018, se emitió la declaratoria de la alerta de género dirigida a 40 municipios.   

### Desastres naturales
Derivado de los sismos de 2017 activó brigadas de apoyo y acompañamiento a las personas que resultaron damnificadas por los sismos en el Estado de Oaxaca, lo cual resultó en la solicitud de colaboraciones a instituciones de salud, salubridad, protección civil, instituciones educativas (IEEPO), así como instancias federales.
En ese mismo año el estado de Oaxaca se vio afectado en gran manera por las fuertes lluvias, mismas que afectaron nuevamente a la Región del Istmo y la Zona Mixe, esta última con comunidades en situación de vulnerabilidad por el factor de la pobreza.
Atendiendo a la orografía de la zona, pidió la colaboración del Servicio Geológico Mexicano, quienes en compañía de personal del Organismo, realizaron recorridos por las comunidades afectadas, lo que resultó en informes geológicos con recomendaciones para autoridades municipales, las cuales se hicieron llegar a los Presidentes Municipales, con la finalidad de que se atendieran la recomendaciones vertidas y así evitar mayores consecuencias por desastres naturales.

### Migrantes
Durante finales del mes de octubre y principios del mes de noviembre de 2018, desde la Defensoría realizó acciones de apoyo humanitario y acompañamiento a las Caravanas de migrantes centroamericanos rumbo a Estados Unidos, dando especial cuidado a niñas, niños, adolescentes, personas mayores, personas con discapacidad, miembros de la comunidad de la diversidad sexual, así como a mujeres, quienes estaban en una situación de mayor vulnerabilidad.  También denunció la desaparición de un grupo de personas migrantes y dio la orientación jurídica y de derechos humanos a sus familiares. 

## Otras actividades
Como Director de la Comisión Diocesana de Justicia y Paz de 2002 a 2006  fue comisionado permanente para los procesos de acercamiento, conciliación, concertación, reconciliación, pacificación y organización humanística para el desarrollo comunitario en el estado de Oaxaca.
Contribuciones con actividades sociales de promoción y defensa de los derechos humanos de los oaxaqueños. Mediación y concertación para la paz y la reconstrucción del tejido social en zonas de conflicto provocadas por asuntos sociales y políticos en el Estado de Oaxaca. Concertación y ayuda ciudadana a las personas indígenas y no indígenas de escasos recursos que sufren injusticias y violencia en sus derechos humanos.
Algunas mediaciones:
- Conflicto regional Sierra Sur posterior a la masacre acaecida en el paraje Agua Fría el día 31 de mayo de 2002.
- Mediación e interlocución en el conflicto limítrofe agrario entre Santa María Zaniza y Santiago Amoltepec en 2002.
- Intermediación y planeación de una mesa de diálogo entre los gobiernos Federal y Estatal y el movimiento social denominado APPO, 2006-2007.

Ha impartido conferencias sobre derechos humanos a Servidores Públicos, Instituciones Privadas, Universidades, entre otras.